# Gelson Martins
Gelson Dany Batalha Martins (* 11. května 1995, Praia) je portugalský fotbalový záložník/křídlo.

## Klubová kariéra
Martins se narodil na Kapverdách, v mládí se s rodinou přestěhoval do Portugalska. Začal hrát za CF Benfica, odkud v roce 2010 přestoupil do Sportingu. V březnu 2014 byl povýšen do B-týmu lisabonského klubu, a podepsal první profesionální kontrakt do roku 2019, který mj. obsahoval výstupní klauzuli v hodnotě 45 milionů €. V létě 2015 byl přesunut do prvního týmu Sportingu. Debutoval 9. srpna 2015 v utkání portugalského Superpoháru proti Benfice. Ligový debut odehrál 14. srpna proti CD Tondela. V lednu následujícího roku vstřelil jubilejní 5000. gól Sportingu Lisabon v portugalské nejvyšší soutěži. Po incidentu z května 2018, kdy byl klubový trénink přerušen 50 lidmi, kteří zaútočili na hráče a realizační tým, požádal vedení klubu o přestup. Martins poté v červenci podepsal smlouvu se španělským Atléticem Madrid. Sporting ale s přestupem nesouhlasil, a poslal oficiální stížnost na FIFA, kde požadoval kompenzaci ve výši 100 milionů €, což byla hodnota Martinsovy výstupní klauzule. V La Lize debutoval 20. srpna proti Valencii, když na závěrečných 20 minut vystřídal Antoina Griezmanna. Starty za „rojiblancos“ sbíral ale sporadicky, v lednu 2019 proto odešel na půlroční hostování do Monaka. V červenci pak do Monaka přestoupil na trvalý přestup. V únoru 2019 v utkání s Nîmes Olympique shodil rozhodčího za což dostal šestiměsíční zákaz.

## Úspěchy
- Sestava sezóny Evropské ligy UEFA – 2017/18[10]